# Академија музичких уметности у Прагу
Академија музичких уметности у Прагу је део Академије сценских уметности (АМУ): музике, плеса, драме, филма, телевизије и мулти-медија основане председничким декретом од 27. октобра 1945.
То је највећа уметничка школа на универзитетском нивоу у Чешкој. Са више од 350 педагога и истраживача, као и 1500 студената, АМУ има велики научни потенцијал у бројним дисциплинама позоришта, филма и музике.
Академију сценских уметности чине: Факултет за позориште (ДАМУ), Факултет за филм и телевизију (ФАМУ), и Факултет за музику и плес (ХАМУ).

## Историја
Порекло и мисија Музичког и плесног факултета Академије сценских уметности у Прагу су стари и дубоко укорењени. Музички факултет је за живот чешке музике оно што је био Прашки конзерваторијум (најстарија таква струковна школа у Европи након Конзерваторијума у Паризу) у периоду 1811-1919. године и Мастер класа конзерваторијума од 1919-1946. 
Музички факултет је основан као део Академије сценских уметности (АМУ), која је основана декретом председника Републике, др Едварда Бенеша, 27. октобра 1945. После само две године деловања (1946–47), музички факултет је био окрутно погођен таласом репресивног испитивања као резултат комунистичког државног удара из фебруара 1948. Један број студената, као и неки од већине високо угледних професора (нпр. диригент Вацлав Талих и проф. др. Бедрих Добродински) били су приморани да га напусте. 
Првобитни концепт био је усмерен на образовање композитора, диригената и оперских режисера, као и солиста и камерних музичара у одабраним предметима: певање, клавир, оргуље, инструменти гудачког квартета (виолина, виола, виолончело), контрабас, харфа и дувачки инструменти (флаута, обоа, кларинет, фагот, француски рог). Постепено су и други предмети овде заузели место: труба и тромбон 1950-их, и чембало и гитара каснијих деценија. Убрзо су са позоришног факултета прешли плесни предмети: плесна педагогија, кореографија и наука о плесу (првобитно теорија плеса), а касније им се придружило и не-вербално позориште (првобитно пантомима). Теорија музике као независна дисциплина развила се постепено,1993. године постала је самостална студијска дисциплина. 
Од 1993. новоуређена бивша палата Лихтенштајн постала је седиште Музичког и плесног факултета АМУ, а од 1995. године и некадашња палата Хартиг, две палате које су чиниле једну повезану јединицу. Обе палате налазе се у срцу прашке Мале Стране. Тако је Музички факултет, први пут у својој историји, имао одвојене зграде, које су му, пре свега, пружале потребан наставни простор - учионице, просторије за вежбе, балетске дворане, студио за снимање, читаонице, архив и просторије за поправку и одржавање музичких инструмената.

## Академија музичких уметности данас
Декан Академије је Prof. Ivan Klánský.
Академија има следећа одељења:
101 - Одељење за компоновање – шеф Prof. Hanuš Bartoň

102 - Одељење за дириговање – шеф Doc. Tomáš Koutník

103 - Одељење за глас  и оперску режију – шеф Prof. MgA. Ivan Kusnjer

104 - Одељење инструмената са клавијатурама – шеф Prof. MgA. František Malý

105 - Одељење за гудачке инструменте – шеф Doc. MgA. Leoš Čepický

106 - Одељење за дувачке и лимене инструменте – шеф Prof. Vladimír Rejlek

107 - Одељење за плес – шеф Prof. Mgr. Václav Janeček, Ph.D.

108 - Одељење музичко-теоријских дисциплина – шеф MgA. Vít Havlíček, Ph.D.

109 - Одељење за не-вербално позориште – шеф Doc. MgA. Adam Halaš, Ph.D.

110 - Одељење за управљање музиком – шеф Prof. PhDr. Jiří Štilec, CSc.

170 - Одељење за клавирску пратњу – шеф MgA. Miroslav Sekera

171 - Одељење за дизајн звука – шеф Doc. MgA. Martin Pinkas, Ph.D.

173 - Одељење за удараљке – шеф Daniel Mikolášek

174 - Одељење за интерпретацију џеза – шеф Doc. MgA. Jaromír Honzák

184 - Одељење за историјско тумачење – шеф MgA. Pavel Svoboda

185 - Одсек за савремену музику – шеф MgA. Iva Oplištilová, Ph.D.

186 - Одељење теорије музике – шеф Prof. MgA. Mgr. Jiří Bezděk, Ph.D.

198 – Одељење за камерну музику – шеф Doc. Mgr. Štěpán Koutník
Подучавање студената пружају врхунски уметници који су активни у најпрестижнијим позориштима, на филму и телевизији, музички виртуози и други угледни чланови чешке културне и интелектуалне сцене.

### Остали садржаји
Дворана Мартин има капацитет од 200 места и опремљена је оргуљама са троструком тастатуром, има два клавира и чембало, поседује позорницу за камерни оркестар са довољно простора за извођаче а такође је омогућено директно снимање у добро опремљеном студију.
Позориште INSPIRACE је сценски студио ХАМУ-а, основано у подруму палате Лихтенштајн, углавном за представљање музичке и позоришне продукције студената, џез, оперу и пантомиму. Отворено је 13.9.2009. и реконструисано 2014-2015. године. Простор је погодан за мање представе јер је капацитет 45 - 55 седишта.
Библиотека:
Простране просторије библиотеке користе се за читаонице, два аудио-визуелна студија и друге собе за преслушавање. Распоред библиотеке омогућава несметано проучавање грађе, слушање ЦД-ова и ЛП-ова и репродукције видео касета или, по потреби, одржавања различитих семинара и других догађаја у оквиру редовних предавања факултета. 1997. године каталог је претворен у електронски облик путем скенирања и доступан је у овом облику он-лајн свим корисницима.  